# Thomas Hartley Crawford
Thomas Hartley Crawford (* 14. November 1786 in Chambersburg, Franklin County,  Pennsylvania; † 27. Januar 1863 in Washington, D.C.) war ein US-amerikanischer Politiker. Zwischen 1829 und 1833 vertrat er den Bundesstaat Pennsylvania im US-Repräsentantenhaus.

## Leben
Thomas Crawford besuchte bis 1804 das Princeton College. Nach einem anschließenden Jurastudium und seiner 1807 erfolgten Zulassung als Rechtsanwalt begann er in Chambersburg in diesem Beruf zu arbeiten. In den 1820er Jahren schloss er sich der Bewegung um den späteren US-Präsidenten Andrew Jackson an und wurde Mitglied der von diesem 1828 gegründeten Demokratischen Partei.
Bei den Kongresswahlen des Jahres 1828 wurde Crawford im elften Wahlbezirk von Pennsylvania in das US-Repräsentantenhaus in Washington gewählt, wo er am 4. März 1829 die Nachfolge von James Wilson antrat. Nach einer Wiederwahl konnte er bis zum 3. März 1833 zwei Legislaturperioden im Kongress absolvieren. Seit dem Amtsantritt von Präsident Jackson im Jahr 1829 wurde innerhalb und außerhalb des Kongresses heftig über dessen Politik diskutiert. Dabei ging es um die umstrittene Durchsetzung des Indian Removal Act, den Konflikt mit dem Staat South Carolina, der in der Nullifikationskrise gipfelt, und die Bankenpolitik des Präsidenten.
In den Jahren 1833 und 1834 war Crawford Abgeordneter im Repräsentantenhaus von Pennsylvania. 1836 wurde er mit der Untersuchung von Betrugsfällen im Zusammenhang mit dem Erwerb einer Indianerreservation beauftragt. Danach wurde er vom neuen Präsidenten Martin Van Buren zum Indianerbeauftragten der Bundesregierung (Commissioner of Indian Affairs) berufen. Dieses Amt bekleidete er zwischen 1838 und 1845. Dann wurde er von Präsident James K. Polk zum Strafrichter im Bundesbezirk District of Columbia ernannt. Diese Tätigkeit übte er zwischen 1845 und der Umstrukturierung dieses Gerichts im Jahr 1861 aus. Thomas Crawford starb am 27. Januar 1863 in der Bundeshauptstadt Washington und wurde auf dem dortigen Kongressfriedhof beigesetzt.